# Besnica
Besnica – wieś w Słowenii, w gminie miejskiej Lublana. W 2018 roku liczyła 233 mieszkańców. 